# 高度トーティエント数
高度トーティエント数（こうどトーティエントすう、英: highly totient number）、高度トーシェント数は、自然数のうち、オイラーのトーシェント関数 φ において φ(n) = k を満たす自然数 n の個数が全ての k 未満の数に対して多くなるような自然数kである。例えば 8 は φ(n) = 8 を満たす解 n が n = 15, 16, 20, 24, 30 と5個あり、k が7以下の φ(n) = k は5個以上の解を持たないので高度トーシェント数である。高度トーシェント数は無数に存在し、そのうち最小の 1 から小さい順に列記すると
1, 2, 4, 8, 12, 24, 48, 72, 144, 240, 432, 480, 576, 720, 1152, 1440, …　（オンライン整数列大辞典の数列 A097942）
これらの数を k とすると、上記の小さい順に 
2, 3, 4, 5, 6, 10, 11, 17, 21, 31, 34, 37, 38, 49, 54, 72 個の解 n を持つ（A131934）。
1 は奇数では唯一の高度トーシェント数であり、他の全ての高度トーシェント数は偶数である。高度合成数と類似の定義がなされている高度トーシェント数であるが、その計算は素因数分解を含むため高度合成数の計算に比べて非常に難しい。